# Схап, Арно
Арно Кристиан Схап (нидерл. Arno Christiaan Schaap; 17 октября 1974, Амстердам — 4 августа 2004, Хилверсюм) — нидерландский футболист, игравший на позиции полузащитника. На профессиональном уровне выступал за команды «Дордрехт», АЗ и «Хелмонд Спорт». С 2004 года выступал за любительский клуб «Хилверсюм».
Скончался от сердечного приступа во время матча между любительскими командами.

## Биография
Арно Схап родился 17 октября 1974 года в Амстердаме. Футболом Арно начал заниматься в составе юношеской команды амстердамского «Аякса». Позже Схап выступал за молодёжный состав «Фейеноорда» и «Эксельсиора».
С 1998 года Схап начал выступать за клуб первого дивизиона «Дордрехт’90». 11 августа 1998 года Арно дебютировал за основной состав в матче группового этапа кубка Нидерландов против клуба «Тонегидо», завершившемся вничью 0:0. Спустя 10 дней, 22 августа, Схап дебютировал в первом дивизионе, в гостевом матче «Дордрехт» встретился с «Харлемом». Арно в матче выполнял роль левого полузащитника, дебют Схапа выдался отличным, его команда разгромила оппонента со счётом 0:4, покером отметился форвард Рик Хогендорп. Главный тренер Роберт Вербек на протяжении всего сезона наигрывал Арно на различных позициях, как в полузащите, так и в защите. За сезон Схап отыграл за клуб 20 матчей.
6 сентября 1999 года, Арно отметился первым забитым мячом в первом дивизионе, в домашней игре против «Хелмонд Спорта», Схап на 84-й минуте поразил ворота голкипера Джона Рокса, ассистентом голевой передачи стал вратарь «Дордрехта» Йохан ван дер Верф. В итоге хозяева поля одержали крупную победу со счётом 3:0. За сезон Арно забил четыре мяча в 28 матчах чемпионата, по итогам которого, «Дордрехт» занял лишь 8-е место.
В конце июля 2000 года Схап перешёл в клуб высшего дивизиона Нидерландов АЗ. Сначала Арно выступал лишь за резервный состав АЗ. Дебютировал Арно за основной состав АЗ 4 февраля 2001 года в матче против «Фейеноорда», Схап вышел на замену во втором тайме, заменив на 64-й минуте Кеннета Переса, к этому времени его команда проигрывала со счётом 0:1. Но в концовке матча АЗ пропустил ещё два мяча, в составе «Фейеноорда» отличились Йон-Даль Томассон и Бонавентуре Калу. За клуб Арно провёл в чемпионате только три матча, причём во всех трёх играх его команда проигрывала. В июне 2001 года Схап перешёл в «Хелмонд Спорт», который выступал в первом дивизионе. Дебют Арно состоялся 25 августа 2001 года в матче против «Камбюра», Схап в игре появился только в конце второго тайма, выйдя на замену на 73-й минуте матча, который завершился победой «Камбюра» со счётом 0:2. В дебютном сезоне за клуб Схап отметился двумя забитыми мячами в 24 матчах. В сезоне 2002/2003 Схап провёл за клуб 18 матчей и забил 3 мяча. Летом 2003 года Арно решил завершить свою футбольную карьеру на профессиональном уровне, однако Схап стал играть за любительские команды. С 2004 года Арно выступал за любительский клуб «Хилверсюм».
4 августа 2004 года, во время матча между командами «Хилверсюм» и «Зёйдвогелс», Арно, после получаса игры упал на поле и потерял сознание. Попытки привести его в сознание оказались тщетными, игрок скончался в машине скорой помощи. Как позже показало вскрытие, 29-летний футболист умер от сердечного приступа. Через два дня, в пятницу 6 августа, Схап должен был жениться, у него осталось двое детей.
9 августа 2004 года Арно Схап был кремирован.